# Urszula Rzeczkowska
Urszula Rzeczkowska (ur. 30 września 1934 w Sońsku, zm. 18 lipca 1978 w Warszawie) – polska akordeonistka, kompozytorka piosenek.
Urszula Rzeczkowska skomponowała m.in. „Cała sala śpiewa” (1968), „Nadleciał wiatr” (1968),  „Orkiestry dęte” (1970), „Na deptaku w Ciechocinku” (1970), „Bodajbym cię była nigdy nie spotkała”, „Nie warto było”, „Walc pielęgniarek” (z filmu Milion za Laurę) (1971), „Dlaczego” (z filmu Milion za Laurę) (1971), „To nie był nasz ostatni walc” (1973), „Sentymentalny marsz” (1974), „Pewnie masz serce za małe” (1977).